# Condado de Midland (Texas)
O Condado de Midland é um dos 254 condados do estado norte-americano do Texas. A sede do condado é Midland, e sua maior cidade é Midland.
O condado possui uma área de 2 336 km² (dos quais 4 km² estão cobertos por água), uma população de 116 009 habitantes, e uma densidade populacional de 50 hab/km² (segundo o censo nacional de 2000).
O condado foi criado em 1885.